# Brian Kilrea Coach of the Year Award

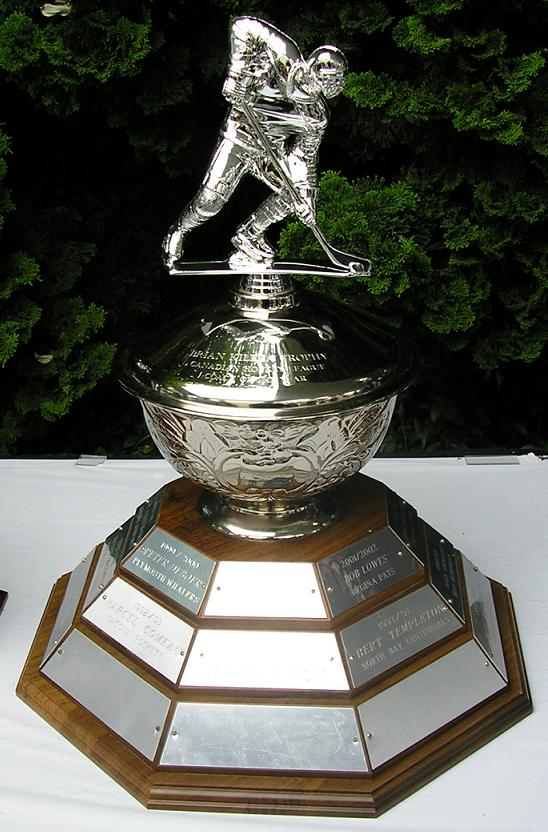
A trófea

A Brian Kilrea Coach of the Year Award egy trófea, melyet a Canadian Hockey League-ben osztanak ki annak az edzőnek, akit a szezon végén a legjobbnak ítélnek meg.

## A díjazottak
| Szezon    | Győztes                                                                | Csapat                                                                 | Liga                                                                   |                                                                        |
| --------- | ---------------------------------------------------------------------- | ---------------------------------------------------------------------- | ---------------------------------------------------------------------- | ---------------------------------------------------------------------- |
| 2021–2022 | Jim Hulton                                                             | Charlottetown Islanders                                                | QMJHL                                                                  |                                                                        |
| 2020–2021 | A bajnokság elmaradt a Covid19-pandémia miatt. A trófeát nem adták át. | A bajnokság elmaradt a Covid19-pandémia miatt. A trófeát nem adták át. | A bajnokság elmaradt a Covid19-pandémia miatt. A trófeát nem adták át. | A bajnokság elmaradt a Covid19-pandémia miatt. A trófeát nem adták át. |
| 2019–2020 | André Tourigny                                                         | Ottawa 67’s                                                            | OHL                                                                    |                                                                        |
| 2018–2019 | Mario Pouliot                                                          | Rouyn-Noranda Huskies                                                  | QMJHL                                                                  |                                                                        |
| 2017–2018 | Drew Bannister                                                         | Sault Ste. Marie Greyhounds                                            | OHL                                                                    |                                                                        |
| 2016–2017 | Ryan McGill                                                            | Owen Sound Attack                                                      | OHL                                                                    |                                                                        |
| 2015–2016 | Gilles Bouchard                                                        | Rouyn-Noranda Huskies                                                  | QMJHL                                                                  |                                                                        |
| 2014–2015 | Sheldon Keefe                                                          | Sault Ste. Marie Greyhounds                                            | OHL                                                                    |                                                                        |
| 2013–2014 | Eric Veilleux                                                          | Baie-Comeau Drakkar                                                    | QMJHL                                                                  |                                                                        |
| 2012–2013 | Dominique Ducharme                                                     | Halifax Mooseheads                                                     | QMJHL                                                                  |                                                                        |
| 2011–2012 | Jim Hiller                                                             | Tri-City Americans                                                     | WHL                                                                    |                                                                        |
| 2010–2011 | Gerard Gallant                                                         | Saint John Sea Dogs                                                    | QMJHL                                                                  |                                                                        |
| 2009–2010 | Gerard Gallant                                                         | Saint John Sea Dogs                                                    | QMJHL                                                                  |                                                                        |
| 2008–2009 | Bob Boughner                                                           | Windsor Spitfires                                                      | OHL                                                                    |                                                                        |
| 2007–2008 | Bob Boughner                                                           | Windsor Spitfires                                                      | OHL                                                                    |                                                                        |
| 2006–2007 | Clément Jodoin                                                         | Lewiston MAINEiacs                                                     | QMJHL                                                                  |                                                                        |
| 2005–2006 | Willie Desjardins                                                      | Medicine Hat Tigers                                                    | WHL                                                                    |                                                                        |
| 2004–2005 | Cory Clouston                                                          | Kootenay Ice                                                           | WHL                                                                    |                                                                        |
| 2003–2004 | Dale Hunter                                                            | London Knights                                                         | OHL                                                                    |                                                                        |
| 2002–2003 | Marc Habscheid                                                         | Kelowna Rockets                                                        | WHL                                                                    |                                                                        |
| 2001–2002 | Bob Lowes                                                              | Regina Pats                                                            | WHL                                                                    |                                                                        |
| 2000–2001 | Brent Sutter                                                           | Red Deer Rebels                                                        | WHL                                                                    |                                                                        |
| 1999–2000 | Peter DeBoer                                                           | Plymouth Whalers                                                       | OHL                                                                    |                                                                        |
| 1998–1999 | Guy Chouinard                                                          | Quebec Remparts                                                        | QMJHL                                                                  |                                                                        |
| 1997–1998 | Dean Clark                                                             | Calgary Hitmen                                                         | WHL                                                                    |                                                                        |
| 1996–1997 | Brian Kilrea                                                           | Ottawa 67’s                                                            | OHL                                                                    |                                                                        |
| 1995–1996 | Bob Lowes                                                              | Brandon Wheat Kings                                                    | WHL                                                                    |                                                                        |
| 1994–1995 | Craig Hartsburg                                                        | Guelph Storm                                                           | OHL                                                                    |                                                                        |
| 1993–1994 | Bert Templeton                                                         | North Bay Centennials                                                  | OHL                                                                    |                                                                        |
| 1992–1993 | Marcel Comeau                                                          | Tacoma Rockets                                                         | WHL                                                                    |                                                                        |
| 1991–1992 | Bryan Maxwell                                                          | Spokane Chiefs                                                         | WHL                                                                    |                                                                        |
| 1990–1991 | Joe Canale                                                             | Chicoutimi Saguenéens                                                  | QMJHL                                                                  |                                                                        |
| 1989–1990 | Ken Hitchcock                                                          | Kamloops Blazers                                                       | WHL                                                                    |                                                                        |
| 1988–1989 | Joe McDonnell                                                          | Kitchener Rangers                                                      | OHL                                                                    |                                                                        |
| 1987–1988 | Alain Vigneault                                                        | Hull Olympiques                                                        | QMJHL                                                                  |                                                                        |